# Galantis
Galantis é um grupo da música eletrônica de Estocolmo, formada em 2012. É composta por Christian “Bloodshy” Karlsson que atua no Bloodshy & Avant e Linus Eklöw, também conhecido como Style of Eye.

## História
A dupla inicialmente se encontrou por acaso no estúdio Robotberget de Karlsson em Estocolmo, no ano de 2007. Após vários anos de envios de músicas de apoio e pequenas colaborações indiretas (tais como o remix de Eklöw como Style of Eye para o hit "Animal" de Miike Snow), os dois produtores juntos com o produtor/DJ sueco, Carli, formaram o Galantis em 2012. O trio lançou duas músicas, "Raveheart" e "Tank".
A dupla assinou contrato com a Big Beat a marca de música dance da Atlantic em meados de 2013. Gravando em um estúdio famoso no arquipélago suíço no mar Báltico, a dupla começou a se concentrar fortemente em sua direção artística.
Christian Karlsson em entrevista comentou sobre a criação do álbum dizendo: "Nós sempre começamos com a música. Nós usamos guitarra, piano e linhas de baixo não mantemos para figurar para fora que as roupas que vamos colocar em cada melodia e letra. Penso que isso é diferente do que um monte de outras pessoas na cena dance. Eles têm uma batida eles amam e, em seguida, uma linha de topo em cima dela. Eu me sinto como que faz soar como um remix. Eu prefiro fazer do nosso jeito, é mais divertido também.".
Seu primeiro single com a Big Beat, "Smile", foi lançado na sequência, em novembro. O controverso vídeo estreou no Stereogum. "Smile" recebeu remixes de vários artistas, e um mix estendido por um peso-pesado da música dance, Kaskade.
"Smile" também marcou a primeira ocasião do "Seafox" - uma criatura que é a ideia do artista visual Mat Maitland. O "Seafox" é o mascote de sorte do Galantis, aparecendo em todos os seus vídeos, na arte da capa e até mesmo no seu show ao vivo.
Em fevereiro de 2014, a dupla lançou seu segundo single "You". A faixa foi posteriormente reproduzida fortemente na Winter Music Conference, tornando-se a oitava música mais tocada no festival. Seu EP de estreia auto-intitulado "Galantis" foi lançado em 1 de abril de 2014.

## Discografia

### Álbuns de estúdio
| Pharmacy                                                                                      | - Lançamento: 8 de junho de 2015 - Gravadora: Atlantic - Formatos: CD, digital download     | 7 | 38 | 128 | 48  | 71 | 45  |
| The Aviary                                                                                    | - Lançamento: 15 de setembro de 2017 - Gravadora: Atlantic - Formatos: CD, digital download | — | 40 | —   | 135 | 58 | 102 |
| "—" indica que a gravação não foi incluída nas paradas ou não foi distribuída naquela região. |                                                                                             |   |    |     |     |    |     |

### Extended plays
| Título        | Detalhe do álbum                                                                              |
| ------------- | --------------------------------------------------------------------------------------------- |
| Galantis - EP | - Lançamento: 1 de abril de 2014 - Gravadora: Big Beat, Atlantic - Formatos: Digital download |

## Singles

### Como artista principal
| Título                                                                                        | Ano  | Posições em paradas músicais | Posições em paradas músicais | Posições em paradas músicais | Posições em paradas músicais | Posições em paradas músicais | Posições em paradas músicais | Posições em paradas músicais | Posições em paradas músicais | Posições em paradas músicais | Posições em paradas músicais | Certificações                                                                                                | Álbum             |
| Título                                                                                        | Ano  | SUE                          | AUS                          | AUT                          | BEL                          | FRA                          | ALE                          | HOL                          | SUI                          | UK                           | EUA                          | Certificações                                                                                                | Álbum             |
| --------------------------------------------------------------------------------------------- | ---- | ---------------------------- | ---------------------------- | ---------------------------- | ---------------------------- | ---------------------------- | ---------------------------- | ---------------------------- | ---------------------------- | ---------------------------- | ---------------------------- | --- | ----------------- |
| "Runaway (U & I)"                                                                             | 2014 | 25                           | 4                            | 39                           | 6                            | 23                           | 58                           | 3                            | 42                           | 4                            | —                            | - GLF: 2× platina - ARIA: 2× platina - BEA: ouro - BPI: platina - BVMI: ouro - RIAA: platina - RMNZ: platina | Pharmacy          |
| "Peanut Butter Jelly"                                                                         | 2015 | 17                           | 3                            | 70                           | 5                            | —                            | 76                           | 81                           | —                            | 8                            | —                            | - GLF: ouro - ARIA: 2× platina - BPI: platina - RMNZ: ouro                                                   | Pharmacy          |
| "In My Head"                                                                                  | 2015 | —                            | —                            | —                            | 26                           | —                            | —                            | —                            | —                            | —                            | —                            | | Pharmacy          |
| "No Money"                                                                                    | 2016 | 4                            | 6                            | 9                            | 22                           | 64                           | 10                           | 6                            | 13                           | 4                            | 88                           | - ARIA: platina - BPI: platina - BVMI: platina - RIAA: ouro - RMNZ: ouro - SNEP: ouro                        | The Aviary        |
| "Love On Me" (with Hook n Sling)                                                              | 2016 | 27                           | —                            | 46                           | 11                           | —                            | 39                           | 29                           | 64                           | 16                           | —                            | - BPI: ouro - BVMI: ouro                                                                                     | The Aviary        |
| "Hunter"                                                                                      | 2017 | 24                           | —                            | 37                           | —                            | —                            | 35                           | 68                           | 93                           | —                            | —                            | - BVMI: ouro                                                                                                 | The Aviary        |
| "Spaceship" (featuring Uffie)                                                                 | 2018 | 92                           | —                            | —                            | —                            | —                            | —                            | —                            | —                            | —                            | —                            | | Non-album singles |
| "Satisfied" (featuring MAX)                                                                   | 2018 | 85                           | —                            | —                            | —                            | —                            | —                            | —                            | —                            | —                            | —                            | |                   |
| "Bones" (featuring OneRepublic)                                                               | 2019 | 46                           | —                            | 58                           | 1                            | —                            | —                            | —                            | 63                           | —                            | —                            | |                   |
| "Tu Tu Tu (That's Why We)" (with Nghtmre featuring Liam O'Donnell)                            | 2020 | —                            | —                            | —                            | —                            | —                            | —                            | 75                           | —                            | —                            | —                            | |                   |
| "Heartbreak Anthem" (with David Guetta and Little Mix)                                        | 2021 | 36                           | 46                           | 53                           | 30                           | —                            | 57                           | 23                           | 51                           | 3                            | —                            | - BPI: platina - MC: ouro                                                                                    |                   |
| "Run" (with Becky Hill)                                                                       | 2022 | —                            | —                            | —                            | 45                           | —                            | —                            | 92                           | —                            | 21                           | —                            | - BPI: prata                                                                                                 |                   |
| "Good Luck" (with Mabel and Jax Jones)                                                        | 2022 | —                            | —                            | —                            | —                            | —                            | —                            | —                            | —                            | 45                           | —                            | |                   |
| "Fading Like A Flower" (with Roxette)                                                         | 2022 | 90                           | —                            | —                            | —                            | —                            | —                            | —                            | —                            | —                            | —                            | |                   |
| "—" indica que a gravação não foi incluída nas paradas ou não foi distribuída naquela região. |      |                              |                              |                              |                              |                              |                              |                              |                              |                              |                              | |                   |

## Remixes
| Título                                           | Ano  | Artista Original       |
| ------------------------------------------------ | ---- | ---------------------- |
| "Delilah" (Galantis Remix)                       | 2015 | Florence + The Machine |
| "In My Head" (Misha K and Galantis Remix)        | 2016 | Galantis               |
| "Peanut Butter Jelly" (Maxum and Galantis Remix) | 2016 | Galantis               |
| "Dominos" (Galantis Remix)                       | 2016 | Peter Bjorn and John   |
| "Out of My System" (Galantis Remix)              | 2016 | Youngr                 |
| "Shape of You" (Galantis Remix)                  | 2017 | Ed Sheeran             |
| "Bloodstain" (Galantis Remix)                    | 2017 | Wrabel                 |

## Music videos
| Título                | Ano  | Diretor(es)   |
| --------------------- | ---- | ------------- |
| "Smile"               | 2013 | Dano Cerny    |
| "You"                 | 2014 | Unknown       |
| "Help"                | 2014 | Unknown       |
| "Runaway (U & I)"     | 2015 | Dano Cerny    |
| "Peanut Butter Jelly" | 2015 | Dano Cerny    |
| "In My Head"          | 2015 | Dano Cerny    |
| "No Money"            | 2016 | Andrew Donoho |
| "Love on Me"          | 2016 | Dano Cerny    |
| "Hunter"              | 2017 | Unknown       |
| "True Feeling"        | 2017 | Unknown       |